# Pyura lycoperdon
Pyura lycoperdon är en sjöpungsart som beskrevs av Monniot 1983. Pyura lycoperdon ingår i släktet Pyura och familjen lädermantlade sjöpungar.
Artens utbredningsområde är Södra Ishavet. Inga underarter finns listade i Catalogue of Life.